# بطولة كاريوكا 1965
بطولة كاريوكا 1965 هو موسم من بطولة كاريوكا. فاز فيه نادي فلامنغو.